# داميان بليسيس
داميان جيروم جين ريتشارد بليسيس (5 مارس 1988 في نيوفيلي أو بوي) (بالفرنسية: Damien Plessis)‏ لاعب كرة قدم فرنسي ذو أصول ريونيونية يلعب في مركز الوسط المدافع.

## المسيرة الرياضية مع الأندية
بدأ بليسيس مسيرته الرياضية في نادي ليون .

### ليفربول
في 31 أغسطس 2007 وقع على عقد انتقاله إلى نادي ليفربول وتم تحويله مباشرة إلى الفريق الرديف . شارك بليسيس في أول مباراة رسمية في مواجهة نادي آرسنال والتي انتهت بالتعادل 1-1 في 5 أبريل 2008 . في بداية موسم 2008-2009 تم تسليمه القميص رقم 28 . شارك في أول مباراة في ذلك الموسم في مواجهة نادي ستاندارد لييج البلجيكي ضمن بطولة دوري أبطال أوروبا بينما شارك في أول مباراة في بطولة الدوري في مواجهة نادي سوندرلاند حيث حل مكان شابي ألونسو . في 23 سبتمبر 2008 شارك نادي ليفربول في مواجهة نادي كرو ألكسندرا ضمن بطولة كأس رابطة الأندية الإنجليزية المحترفة . سجل هدفه الأول في مرمى نادي توتنهام هوتسبر في 12 نوفمبر 2008 ضمن نفس البطولة .

## المسيرة الرياضية مع المنتخبات
انضم بليسيس إلى صفوف منتخب فرنسا الذي شارك في بطولة كأس الأمم الأوروبية للناشئين تحت 19 سنة التي أقيمت في النمسا 2007 حيث ساهم في تأهله إلى الدور النصف النهائي .

## روابط خارجية
- داميان بليسيس على موقع الاتحاد الأوربي (الإنجليزية)
- داميان بليسيس على موقع قاعدة بيانات كرة القدم.إي يو (الإنجليزية)
- داميان بليسيس على موقع ليكيب (الفرنسية)
- داميان بليسيس على موقع Soccerbase.com (لاعب) (الإنجليزية)
- داميان بليسيس على موقع Soccerway.com (الإنجليزية)
- داميان بليسيس على موقع عالم كرة القدم.نت (الإنجليزية)
- داميان بليسيس على موقع AS.com (الإسبانية)